# Dennis Schwabenland
Dennis Schwabenland (* 10. August 1983 in Wiesbaden) ist ein deutsch-schweizerischer Theater- und Filmregisseur, Schauspieler und Autor. Mit dem Film the holycoaster s(HIT) circus gewann er 2016 den Berner Filmpreis.

## Leben
Schwabenland wurde 1983 in Wiesbaden geboren und ist in Mülheim an der Ruhr im Ruhrgebiet aufgewachsen. Nachdem sein Vater in den 1990er Jahren durch Restrukturierungen seine damalige Arbeitsstelle bei Tengelmann verlor und seine Familie daraufhin einen wirtschaftlichen Abstieg erlebt hatte, entschied sich Schwabenland für ein Schauspielstudium. Er behandelt im Theater Themen der sozialen Ungerechtigkeit und kämpft gegen einseitige Repräsentationen in der Gesellschaft. Seine biographischen Erfahrungen hat Schwabenland in seine Arbeiten im Theater einfliessen lassen.
Schwabenland schloss 2008 seine Schauspielausbildung an der Hochschule der Künste Bern ab.

### Arbeiten als Theaterregisseur
Schwabenland gründete 2008 zusammen mit Benjamin Spinnler die Theatergruppe PENG! Palast. Mit dieser gewann er 2009 als Regisseur mit dem Stück Woyzeckmaschine den renommierten Nachwuchspreis für Theater und Tanz Premio des Migros-Kulturprozent. Schwabenland führte Co-Regie (zusammen mit Christoph Keller) bei dem Stück FIGHT! Palast #membersonly. Das Stück befand sich auf der Shortlist des 2. Schweizer Theatertreffen 2015.
Mit den Berner Autoren Matto Kämpf und Raphael Urweider sowie dem Musiker King Pepe inszenierte er 2017 das Musical Syt so guet, SVP, eine Satire auf den Rechtsruck in der Schweiz. Das Stück wurde in der Dampfzentrale Bern und im Kleintheater Luzern uraufgeführt.
2022 überschrieb Schwabenland am Al Kasaba Theatre Ramallah im Westjordanland, Palästina das Gilgamesch-Epos mit den Biographien der beteiligten Schweizerischen und Palästinensischen Schauspielerinnen und Schauspieler. Dabei flossen in das Stück Diskussionen ein, die sich während des Probens ergaben. Themen wie Diktatur, Macht, Frauenrechte und die Situation von Minderheiten wurden dabei behandelt.

### Schwabenland als Schauspieler
Als Schauspieler gründete er zusammen mit der Regisseurin Marie Bues und dem Autor Daniel Mezger die Formation BUES/MEZGER/SCHWABENLAND. Mit dieser Gruppe realisierte er 2015 das Stück Als ich einmal tot war und Martin L. Gore mich nicht besuchen kam. Ein Stück über den Sänger Dave Gahan der britischen Band Depeche Mode. 2017 erschien das Schauspiel Edward Snowden steht hinterm Fenster und weckt Birnen ein, das von Lindsay Mills, der Partnerin von Edward Snowden erzählt. Die Süddeutsche Zeitung sieht in dem Stück Themen behandelt, wie „Freiheit versus Verbundensein, virtuelles Erleben anstelle von realem Kontakt“.

### Filmregisseur
2016 erschien die Mockumentary the holycoaster s(HIT) circus. Schwabenland führte Co-Regie bei dem Film zusammen mit dem in Israel lebenden Filmemacher Sascha Engel. Der Film handelt davon, dass eine Theatergruppe ein neues Projekt über Helden in der Familie anreissen will. Ein Schauspieler der Theatergruppe möchte sich nicht dem Thema widmen, da es (scheinbar) einen Nazi-Verbrecher in seiner Familie gab. Die Leitung des Theaters, in dem das neue Stück entstehen soll, schlägt als Rettungsmassnahme eine Zusammenarbeit mit einem israelischen Kollektivs vor. Als die Theatergruppe die Theaterproben in Jerusalem beginnen will, stellt sich heraus, dass die israelische Gruppe kein Theater macht, sondern ein Tanzkollektiv ist. Die Beteiligten beider Gruppen verstricken sich so sehr in Vorurteile, so dass eine Zusammenarbeit nicht mehr möglich ist.
Der Film wurde an das 24. Filmfest Hamburg und an die 51. Solothurner Filmtage eingeladen. 2016 gewann er den Berner Filmpreis.

### Arbeiten als Autor
Schwabenland schrieb 2020 das Polit-Thriller-Hörspiel Wie die Geranie nach Bern verschleppt wurde, das von Berns Verflechtungen in den Kolonialismus handelte. Dabei treten Pflanzen und Bäume als Zeugen auf. Das Hörspiel funktionierte auch als Augmented-Reality im Berner Stadtteil Elfenau. Die Wochenzeitung WOZ beurteilte das Hörspiel als gelungenes, „informatives und innovatives Experiment“. 2021 schrieb er das Stück Brave New Life, das sich lose an Brave New World von Aldous Huxley orientiert. Das Stück wurde im gleichen Jahr im Theater Orchester Biel Solothurn uraufgeführt.

## Werk (Auswahl)

### Theater, Regie
- 2009: Woyzeckmaschine von PENG! Palast am Schlachthaus Theater Bern, Kaserne Basel, Theater Tuchlaube Aarau[20]
- 2010: Götter der Stadt oder Die 120 Tage von Sodom von PENG! Palast am Schlachthaus Theater Bern[21]
- 2014: FIGHT! PALAST #membersonly von PENG! Palast, in Co-Regie mit Christoph Keller u. a. am Lofft - Das Theater Leipzig[22], Schlachthaus Theater Bern, Singapore Fringe Festival[23]
- 2017: Sit so guet, s.v.p. - Das Musical von Kämpf/Urweider/Schwabenland/Hari in der Dampfzentrale Bern, im Kleintheater Luzern
- 2017: Die Asozialen - Ein Endzeitwestern von PENG! Palast am Schlachthaus Theater Bern
- 2021: Brave New Life von Dennis Schwabenland am Theater Orchester Biel Solothurn, Theater Winkelwiese Zürich, Schlachthaus Theater Bern, Kleintheater Luzern[19]
- 2022: Gilgamesh Origin von thecodes und dem Al Kasaba Theatre Ramallah, Palästina in der Grossen Halle Reitschule Bern, Theater Roxy Birsfelden[24]

### Film, Regie
- 2016: the holycoaster s(HIT) circus von PENG! Palast und Kino Kitchen Tel Aviv, Gewinner des Berner Filmpreises 2016[25]

### Theater, Schauspieler
- 2003: Roberto Zucco von Bernard-Marie Koltès am Jungen Theater an der Ruhr
- 2003: Romeo & Julia von William Shakespeare am Theater an der Ruhr
- 2006: Frühlings Erwachen von Frank Wedekind am Theater Orchester Biel Solothurn
- 2008: gibt sie antwort atmet er von Simon Froehling (Regie: Samuel Schwarz), Hochschule der Künste Bern Diplomstück
- 2008: Hamlet MASSIV von PENG! Palast in der Roten Fabrik Zürich, am Schlachthaus Theater Bern, 100 Grad Festival Berlin
- 2008: Tartuffe von Molière am Theater Orchester Biel Solothurn
- 2008: Was ihr wollt von William Shakespeare am Theater Orchester Biel Solothurn
- 2011: the holycoaster s(HIT) circus von PENG! Palast und dem Machol Shalem Dance House Jerusalem, Israel am Singapore Fringe Festival, im Schlachthaus Theater Bern, Theaterdiscounter Berlin, Herzlyia Theatre Israel, am BestOFFstyria Graz
- 2012: KING von PENG! Palast in den Sophiensäle Berlin, am Schlachthaus Theater Bern[26]
- 2014: Erika in Afrika von Matto Kämpf und Raphael Urweider am Schlachthaus Theater Bern[27]
- 2014: Ich, ohne aufzufallen, Texte von Mani Matter vom Club111 (Regie: Meret Matter), Literaturtage Eglisau, Schlachthaus Theater Bern, Theater Rigiblick[28]
- 2014: FIGHT! PALAST #membersonly von PENG! Palast, in Co-Regie mit Christoph Keller u. a. am Lofft - Das Theater Leipzig[22], Schlachthaus Theater Bern, Singapore Fringe Festival[23]
- 2015: Als ich einmal tot war und Martin L. Gore mich nicht besuchen kam von Daniel Mezger am Theater Rampe Stuttgart, Schlachthaus Theater Bern, Theater Winkelwiese Zürich, Sophiensäle Berlin[29]
- 2016: Bye Bye Babel von PENG! Palast am Schlachthaus Theater Bern, Ballhaus Ost Berlin[30]
- 2017: Edward Snowden steht hinterm Fenster und weckt Birnen ein von Daniel Mezger am Schlachthaus Theater Bern, Theater Winkelwiese Zürich, Theater Rampe Stuttgart[31]
- 2018: Faul! von PENG! Palast am Schlachthaus Theater Bern, Theater Roxy Birsfelden, Theater am Gleis Winterthur

### Autor
- 2020: Wie die Geranie nach Bern verschleppt wurde, Hörspiel[17]
- 2021: Brave New Life, Theaterstück, Uraufführung am Theater Orchester Biel Solothurn[19]